# Andreu Nin
Andrés Nin Pérez (El Vendrell, Tarragona, 4 de Fevereiro de 1892 — Alcalá de Henares, Madrid, 20 de Junho de 1937) foi uma das personagens mais importantes do marxismo revolucionário na Península Ibérica da primeira metade do século XX.
Apesar das suas modestas origens — filho de um sapateiro e de uma camponesa, conseguiu, mercê do esforço dos pais e da sua inteligência, chegar a converter-se em mestre-escola, sendo transferido para Barcelona, pouco antes da Primeira Guerra Mundial. Embora exercesse profissionalmente durante algum tempo, numa escola laica e libertária, logo passou a dedicar-se ao jornalismo e a política, além do seu labor como tradutor de obras russas para catalão e espanhol.
Foi executado provavelmente entre os dias 21 de junho e 24 de julho de 1937, na rodovia que vai de Alcalá de Henares a Perales de Tajuña, perto de Madrid, como parte da ofensiva stalinista de eliminar as principais lideranças trotskistas mundiais. Seus assassinos foram (pseudônimo, seguido de nome): "Bom", "Xvied" (Alexander Orlov) y "Juzik" (José Escoy), agentes dos serviços secretos soviéticos (Maria Dolors Genovés em Operação Nicolai, el asesinato de Andreu Nin).

## 1917: ponto de viragem na sua vida
O ano 1917 foi chave na vida dele. Acontecimentos como a greve geral de Agosto, a Revolução Russa ou as lutas entre o patronato barcelonês e os sindicatos, nomeadamente a CNT, marcaram-no profundamente. Integrou-se primeiro nas fileiras do PSOE, mas logo abraçou a causa do sindicalismo revolucionário, através da militância na CNT. Após ter assistido ao segundo congresso da CNT em 1919, onde defendeu a entrada da Confederação na III Internacional, (a Internacional Comunista), substituiu Evelio Boal, secretário do Comité Nacional da CNT, que tinha sido assassinado.
No chamado "pleno nacional" da CNT, decorrido a 28 de Abril de 1921, foi eleito delegado para assistir ao terceiro congresso da III Internacional e ao congresso da fundação da Internacional Sindical Vermelha (Profintern), convertendo-se num personagem chave de ambas as internacionais (entretanto, em 1922, a CNT tinha abandonado a III Internacional).
Viveu durante um tempo em Moscovo, onde pertenceu à equipa de Leon Trotsky. A partir de 1926, pertenceu à Oposição de Esquerda dirigida por Trotsky para se opor ao ascenso de Stalin dentro do Partido Comunista da União Soviética, tendo que abandonar a União das Repúblicas Socialistas Soviéticas em 1930.

## 1930: volta à Catalunha, Esquerda Comunista e o POUM
À sua volta ao Estado espanhol, Nin foi fundamental na formação de um grupo de orientação bolchevique-leninista, a Esquerda Comunista de Espanha (Maio de 1931), grupo filiado à Oposição de Esquerda Internacional, publicando ainda o jornal El Soviet. No entanto, a Esquerda Comunista era um grupúsculo pequeno e isolado. Nesta época, houve uns tantos desencontros com Trotsky, nomeadamente quando lhe aconselhou a integração da ICE nas Juventudes Socialistas do PSOE, em aplicação da estratégia entrista, para aumentar as forças da corrente.
Fez parte da Aliança Operária e interveio nos acontecimentos de Outubro de 1934 na Catalunha. A fusão do seu grupo com o Bloco Operário e Camponês para fundar o Partido Operário de Unificação Marxista (1935), foi nomeado membro do comité executivo do novo partido e director da sua publicação, La Nueva Era. Foi ainda eleito secretário geral da Federação Operária de Unidade Sindical (FOUS), em Maio de 1936.

## 1936: Guerra Civil
Ao começar a Guerra Civil Espanhola, converteu-se no máximo dirigente do POUM, ao ser feito prisioneiro dos franquistas o outro líder do POUM, Joaquim Maurín. Fez parte do Consell d'Economia de Catalunya (entre Agosto e Setembro de 1936) e conselheiro da Justiça da recentemente constituída Generalitat (até Dezembro desse ano), sendo demitido devido a pressões do PCE "oficial" (às ordens de Moscovo).

## 1937: sequestro, torturas e assassinato
Finalmente, à medida que as tensões ficaram mais evidentes, acirradas pelo PCE e o PSUC (organização catalã do Partido Comunista de Espanha), e após os acontecimentos de Maio de 1937 em Barcelona, foi detido pela polícia política soviética às ordens de Stalin, que agia na zona republicana em ligação com o comando do PCE na polícia e no governo (Junho de 1937). Transferido para Valência e depois para Madrid, foi torturado, esfolado, desmembrado e assassinado por ordem do general Orlov, que actuava em nome de Stalin, segundo os papéis da KGB recentemente exumados por José María Zabala, no seu livro En busca de Andreus Nin (edição espanhola), em Alcalá de Henares, a 20 de Junho de 1937. A versão oficial que se deu foi que Nin tinha sido libertado da "Cheka" (i.e., a polícia secreta soviética) "pelos seus amigos (sic) da Gestapo". Assim falaram Juan Negrín, chefe do Governo da República na altura, e Santiago Carrillo, conselheiro de Ordem Pública e dirigente do PCE.
O corpo de Andreu Nin nunca foi encontrado.

## Obras
Andreu Nin foi sem dúvida o principal teórico do marxismo revolucionário na década de trinta no Estado espanhol, sendo dos poucos que inclui estudos sobre a questão nacional, nomeadamente em relação ao caso catalão. Além das suas traduções de obras marxistas, como a História da Revolução Russa de Leon Trotsky, e de numerosos artigos de análise política, destacam duas obras da sua produção em catalão:
- Les dictadures dels nostres dies (1930)
- Els moviments d'emancipació nacional (1935)